# Vasilika Hysi
 (juillet 2025).
Vasilika Hysi, née le 13 janvier 1963 à Tirana, est une femme politique, juriste et diplomate albanaise. Depuis juillet 2023, elle est représentante permanente de l'Albanie auprès de l’Office des Nations unies à Genève.

## Biographie et parcours académique
Originaire de Tirana, elle termine ses études secondaires au Lycée Qemal Stafa en 1981. Elle poursuit des études de droit à la Faculté des sciences politiques et juridiques de l’Université de Tirana, où elle obtient en 1985 le titre de juriste.
Entre 1985 et 1992, elle poursuit une formation post-universitaire à la même faculté, obtenant le grade de candidate en sciences juridiques.

## Carrière politique et diplomatique
Elle est élue au Parlement d'Albanie en 2009 et y siège jusqu’en 2021. Son action est centrée sur les droits humains, la réforme judiciaire et l’égalité des genres. De 2017 à 2021, elle est vice-présidente du Parlement,,.
En juillet 2023, elle est nommée représentante permanente de l’Albanie auprès de l’Office des Nations unies à Genève, où elle représente son pays dans plusieurs organisations internationales, comme l’Organisation mondiale de la santé (OMS), le Haut Commissariat des Nations unies pour les réfugiés (HCR) ou encore l’Organisation mondiale du commerce (OMC),,.